# Emilio García (álbum)
Emilio García es el tercer álbum de la banda de rock uruguaya El Cuarteto de Nos. Fue lanzado en el año 1988 por la discográfica Orfeo.

## Contexto
El nombre del LP hace referencia al mánager imaginario que la banda tenía en esa época, así como "Tajo" refiere al origen imaginario de la banda, la ciudad de Tajo, en Uruguay. La presentación de este disco se realizó en un ciclo en el Teatro del Notariado, donde Los Bedronclos y Tuquito y Sus Cowboys (parodias realizadas por ellos mismos) actuaban de teloneros.
En 1989, recorren el país con sus presentaciones y en diciembre de 1991 se presentan por primera vez en Argentina en la Segunda Bienal del Arte Joven.

## Listado de temas
| Lado 1 |                                  |                            |          |  |
| N.º    | Título                           | Escritor(es)               | Duración |  |
| 1.     | «No Me Rompas Más los Cocos»     | Roberto Musso, Andrés Bedó | 3:38     |  |
| 2.     | «El Pelado de los Huevos de Oro» | Ricardo Musso              | 4:22     |  |
| 3.     | «Aurolito Corbalán»              | Santiago Tavella           | 2:50     |  |
| 4.     | «Corroboraciones»                | Ricardo Musso              | 2:34     |  |
| 5.     | «Pedernal»                       | Roberto Musso              | 2:04     |  |
| 6.     | «La Casa de Fabio»               | Santiago Tavella           | 3:33     |  |

| Lado 2 |                                |                  |          |  |
| N.º    | Título                         | Escritor(es)     | Duración |  |
| 1.     | «El Pelo Jamón»                | Santiago Tavella | 3:02     |  |
| 2.     | «El Gordo y el Alfajor»        | Ricardo Musso    | 3:26     |  |
| 3.     | «Cuna de Colores»              | Roberto Musso    | 3:15     |  |
| 4.     | «La Vieja del Zaguán»          | Santiago Tavella | 2:28     |  |
| 5.     | «El Gordo del Dolor de Muelas» | Ricardo Musso    | 2:45     |  |
| 6.     | «Las Viejas del Cuarteto»      | Roberto Musso    | 3:50     |  |

## Personal
- Roberto Musso: voz y guitarra.
- Ricardo Musso: voz, guitarras, voces sampleadas y sonidos acusmáticos.
- Santiago Tavella: bajo, voz, programa de batería digital en "La casa de Fabio".
- Andrés Bedó: sintetizador y sampler.
- Álvaro Pintos: batería y percusión.
- Chichito Cabral: percusión.

- Datos: Q5831102